# 1960年スコーバレーオリンピックの東西統一ドイツ選手団
1960年スコーバレーオリンピックの東西統一ドイツ選手団（1960ねんスコーバレーオリンピックのとうざいとういつドイツせんしゅだん）は、1960年2月18日から2月28日までアメリカ合衆国のスコーバレーで開催された1960年スコーバレーオリンピックの東西統一ドイツ選手団、およびその競技結果。

## 概要
今大会は金メダル4個、銀メダル3個、銅メダル1個の合計8個のメダルを獲得した。
スキージャンプではヘルムート・レクナゲルが金メダルを獲得した。オリンピックのスキージャンプ競技で北欧以外の選手が優勝したのは史上初めての出来事であった。

## メダル
| メダル | 選手名                                        | 競技               | 種目      |
| ------ | --------------------------------------------- | ------------------ | --------- |
| 金     | ハイディ・ビーブル                            | アルペンスキー     | 女子滑降  |
| 金     | ヘルムート・レクナゲル                        | スキージャンプ     | 男子80m級 |
| 金     | ゲオルク・トーマ                              | ノルディック複合   | 男子個人  |
| 金     | ヘルガ・ハーゼ                                | スピードスケート   | 女子500m  |
| 銀     | ハンス＝ペーター・ラーニヒ                    | アルペンスキー     | 男子滑降  |
| 銀     | ヘルガ・ハーゼ                                | スピードスケート   | 女子1000m |
| 銀     | マリカ・キリウス ハンス＝ユルゲン・ボイムラー | フィギュアスケート | ペア      |
| 銅     | バルバラ・ヘンネベルガー                      | アルペンスキー     | 女子回転  |